# Manawatu Jets
Maillots
Les Manawatu Jets, ou Manawatu Inspire Net Jets, sont un club néo-zélandais de basket-ball basé à Palmerston North. Il appartient la National Basketball League, le plus haut niveau en Nouvelle-Zélande.

## Noms successifs
- 1982 - 2001 : Palmerston North Jets
- Depuis 2001 : Manawatu Jets